# Condado de Kennebec
O Condado de Kennebec (em inglês:  Kennebec County) é um dos 16 condados do estado americano do Maine. A sede e maior cidade do condado é Augusta. Foi fundado em 1799.
O condado possui uma área de 2 463 km², dos quais 2 247 km² estão cobertos por terra e 217 km² por água, uma população de 122 151 habitantes, e uma densidade populacional de 54,4 hab/km² (segundo o censo nacional de 2010). É o quarto condado mais populoso do Maine.